# 耳川之戰
耳川之戰是在天正6年（1578年），豐後國的大友宗麟與薩摩國的島津義久以日向高城川原（宮崎縣木城町）為主戰場發生激烈衝突的合戰。別稱「高城川之戰」、「高城川原之戰」。與今山之戰、沖田畷之戰同屬九州三強爭霸間的著名戰役。

## 起因
天正5年（1577年），日向大名伊東義祐被島津氏擊敗。義祐被流放，於是寄身於有友好關係的大友氏。翌年，大友宗麟和義統決定與宿敵島津氏決戰，於是率領3～4萬大軍遠征日向。

## 概要
在大友家内部，因為宗麟狂熱地信奉基督教而與家臣團之間產生不和。立花道雪等人在開戰前表示強烈反對。而且在合戰軍議中，大友軍中的田北鎮周主張交戰，但是大將田原親賢則在背後與島津軍進行和睦交渉而沒有理會。田北鎮周不服並前往攻擊島津軍，大友軍於是情非得已地與島津軍展開戰鬥。而事前主張「未到戰鬥時機」的大友軍軍師角隈石宗看清了結果，於是把秘傳的奥義書燒掉並突入敵陣中戰死。
當初大友軍的兵力比島津軍強很多，但是因為大友軍徐徐而行而導致士兵開始疲勞，而且大友軍為了追擊敵軍而把陣形伸長，島津軍見狀立即突擊並扭轉戰況，最後大友軍敗走。大友軍的戰死人數接近3千人，但是大半是敗走時在渡過耳川的急流時溺死，或是渡河時被突擊的島津軍兵士所殺。

## 參戰武將
- 島津軍
  - 島津義久、島津義弘、島津歳久、島津家久、島津以久、伊集院忠棟、鐮田政近、村田越前、本多親治、山田有信、北鄉久盛（戰死）
- 大友軍
  - 田原親賢、田原親貫、臼杵鎮續（戰死）、桑野春元、三池鎮實、星野鎮豐、木村鎮秀、田北鎮周（戰死）、蒲池鑑盛（戰死）、佐伯惟教（戰死）、角隈石宗（戰死）、齋藤鎮實（戰死）、吉弘鎮信（戰死）

## 影響
大友氏因為此戰，失去了直臣佐伯宗天、田北鎮周、筑後國人蒲池鑑盛等多數重臣和幕下有力武將以及兵力。更令到後來在大友支配地内的秋月種實（築前國）反抗和龍造寺隆信（肥前國）謀反，引起國內有很多有力國人離反，大大削弱了勢力和領國。而且此戰後，立花道雪彈劾擔任軍監的志賀親守。
島津氏在一連串戰爭後，在九州内已經再沒有敵人能阻止，確立在九州南部（薩摩、大隅、日向）的支配。島津氏在這次大勝利後，令到失去大友氏為後盾的球磨相良氏降伏，肥後阿蘇氏和肥前龍造寺氏在後來的「沖田畷之戰」戰敗，九州内的國人們漸漸投向島津方。島津氏更開始侵攻大友氏的本據地豐後，一度迫向大友氏首府。但是因為宗麟的邀請而導致豐臣秀吉介入，於是無可奈何地撤退，遂向秀吉表示恭順。